# Hera Hjartardóttir

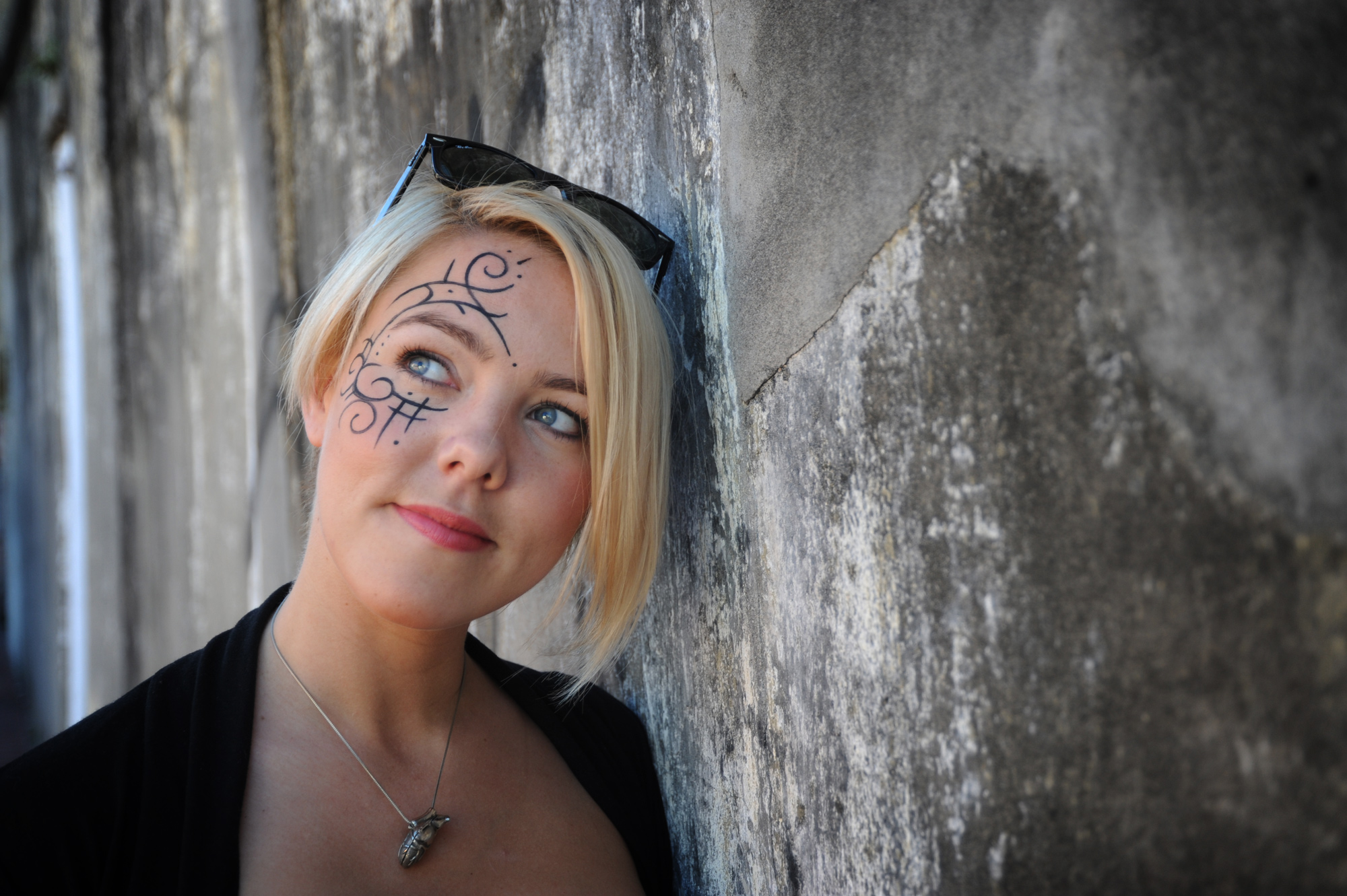
Hera

Hera Hjartardóttir, mer känd under sitt förnamn och artistnamn Hera, född 1 april 1983 i Reykjavik, är en isländsk sångerska och låtskrivare. Hon är bosatt på Nya Zeeland och sjunger främst på engelska, men är mycket populär på Island. Hon har gett ut fem album, fyra på engelska och ett på isländska.

## Diskografi
- Homemade (1999)
- Not So Sweet (2001)
- Not Your Type! (2002)
- Hafið Þennan Dag (2003)
- Don't Play This (2005)
- Live at AL's (2008)